# المفلحة (خولان)

تعديل مصدري - تعديل

المفلحة هي إحدى قرى عزلة الاعروش بمديرية خولان التابعة لمحافظة صنعاء، بلغ تعداد سكانها 391 نسمة حسب تعداد اليمن لعام 2004.